# Церква Святої Живоначальної Трійці (Шахове)
Церква Святої Живоначальної Трійці — зруйнована православна церква в селі Шахове.

## Історія
У 1782 році в Шахове за для служіння в храмі, призначили священика що вийшов з Польщі Авраама Лук'яновича.
Церкву в ім'я Святої Живоначальної Трійці в селі побудували в 1785 році на кошти А. Г. Шахова. Під церкву було виділено 33 десятини землі.
У 1868 році в селі народився майбутній поет Н. Ф. Чернявський, видавець першої книги на Донбасі. Його батько прослужив дияконом храму три роки.
У 1971 році збудоване типове приміщення нової середньої школи, інтернат і будинок для вчителів на місці зруйнованого храму.

## Священики
- 1870-90 рр — Минченко Володимир Федорович (1842—1897)[1]
- 1903 Сержанів Іосиф